# 3886 Щербаковія
3886 Щербаковія (3886 Shcherbakovia) — астероїд головного поясу, відкритий 3 вересня 1981 року українським астрономом Черних Миколою Степановичем на Кримській астрофізичній обсерваторії.
Тіссеранів параметр щодо Юпітера — 3,323. Названа на честь українського геоморфолога, Щербакової Маріанни Валентинівни (1910-1991).